# 通氣管

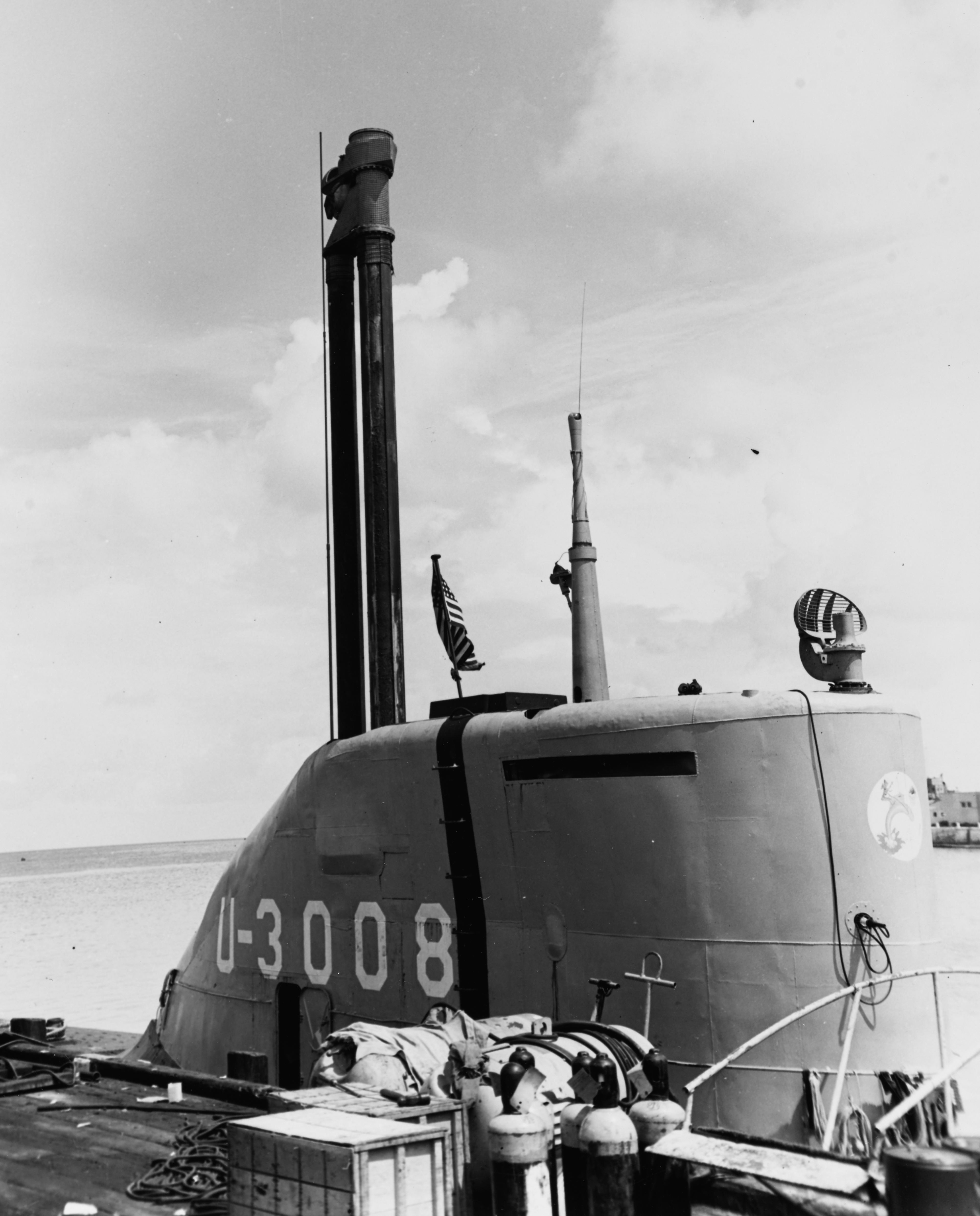
U-3008潛艇的指揮塔，左邊較高的為通氣管，右面為潛望鏡

通氣管（英語：snorkel）是指使用在潜艇的通气设备。

## 兴起
通气管第一次大量装备使用是在二战时期。当时的柴电常规动力潜艇在水下以电池作为动力。需要上浮使用柴油机充电并补充压缩空气和更新潜艇内的空气，但这样会暴露潜艇。使用通气管可以保持在潜望镜深度开动柴油机而不必浮出水面，防止潜艇暴露踪跡。

## 在现代潜艇的作用
通气管在现代常规潜艇中仍然有上文作用。而在核潜艇中，由于使用核反应堆而不是电池，所以没有需要充电。而潜艇内空气也由分解海水中的氧来更新。通气管的作用是补充压缩空气。

## 通气管状态的航速
需要注意的是，使用通气管仍然有一定的航速限制。航速太高会损坏、甚至直接折断通气管。

## 另見
- 呼吸管